# Oroscopa punctata
Oroscopa punctata är en fjärilsart som beskrevs av Druce 1891. Oroscopa punctata ingår i släktet Oroscopa och familjen nattflyn. Inga underarter finns listade i Catalogue of Life.